# 1878 en sociologie
| Années de la sociologie : 1875 - 1876 - 1877 - 1878 - 1879 - 1880 - 1881    |
| Décennies de la sociologie : 1840 - 1850 - 1860 - 1870 - 1880 - 1890 - 1900 |

Cet article présente les événements de l'année 1878 dans le domaine de la sociologie. 

## Publications

### Livres
- Friedrich Engels, Anti-Dühring
- Henry Sumner Maine, The Early History of Institutions

## Naissances
- 21 avril : André Siegfried (mort le 28 mars 1959), sociologue, historien, géographe français (sociologie électorale).